# 160

## Esdeveniments
- Imperi Romà: Darrera data a la que arriba la llista de reis anomenada Cànon de Ptolemeu, elaborada per Claudi Ptolemeu.[1]
- Appià escriu Ρωμαικα, coneguda en anglès com a Història romana, en la qual inclou la història de cada nació ocupada fins al moment de la seva conquesta.[2]

## Naixements
- Cartago: Tertul·lià, escriptor, filòsof i pare de l'Església. (m. 220~240)